# Membrana (instrumentologia)

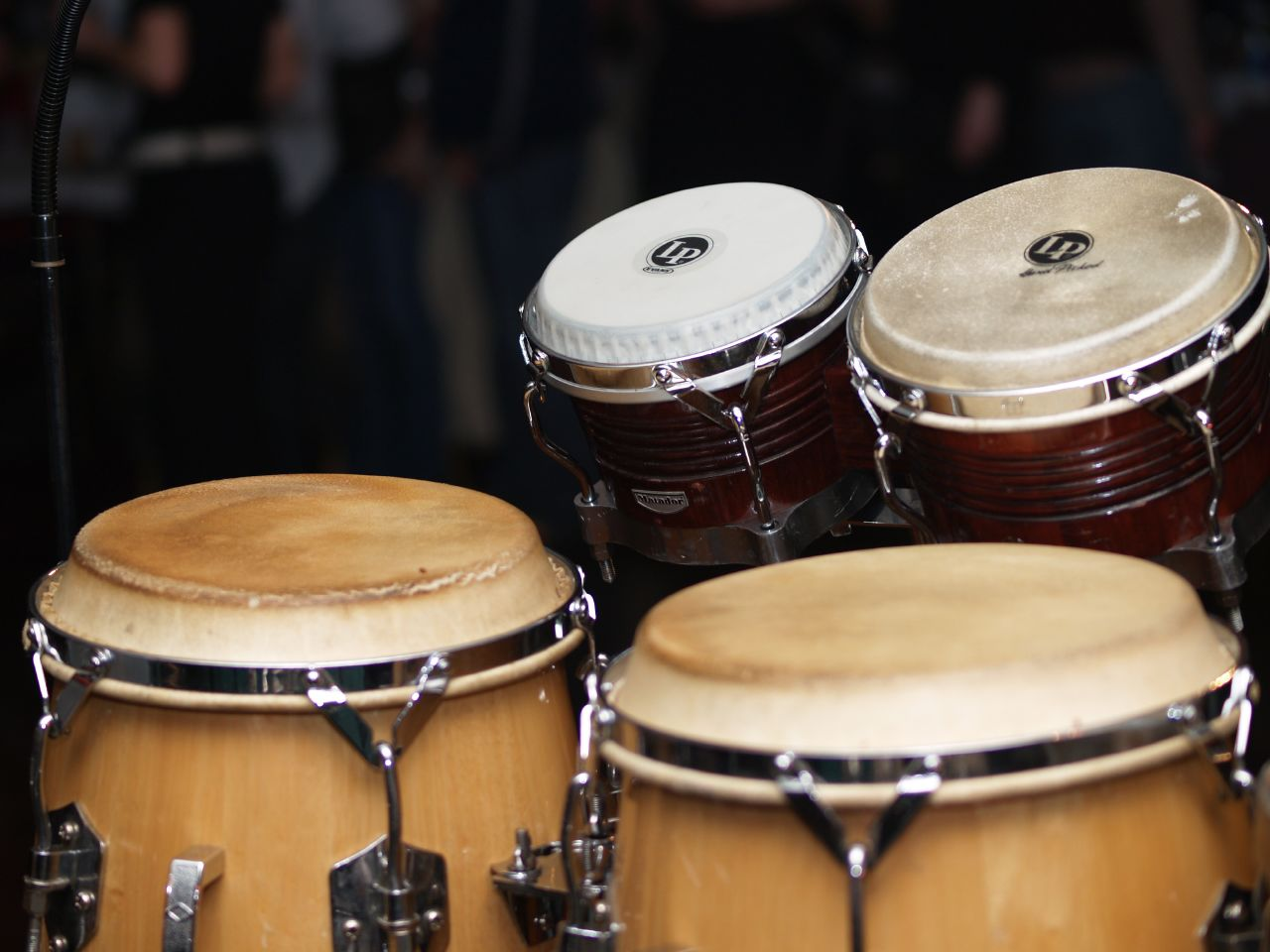
Membrany kongów

Membrana – w instrumentach muzycznych z grupy membranofonów napięta na obręczy błona, zwykle z wyprawionej skóry zwierzęcej; wibrator, czyli źródło drgań dźwiękowych – element którego drgania wywołują fale głosowe w otaczającym ośrodku. Używane w praktyce muzycznej membrany wykonuje się ze skóry lub tworzyw sztucznych (PET).

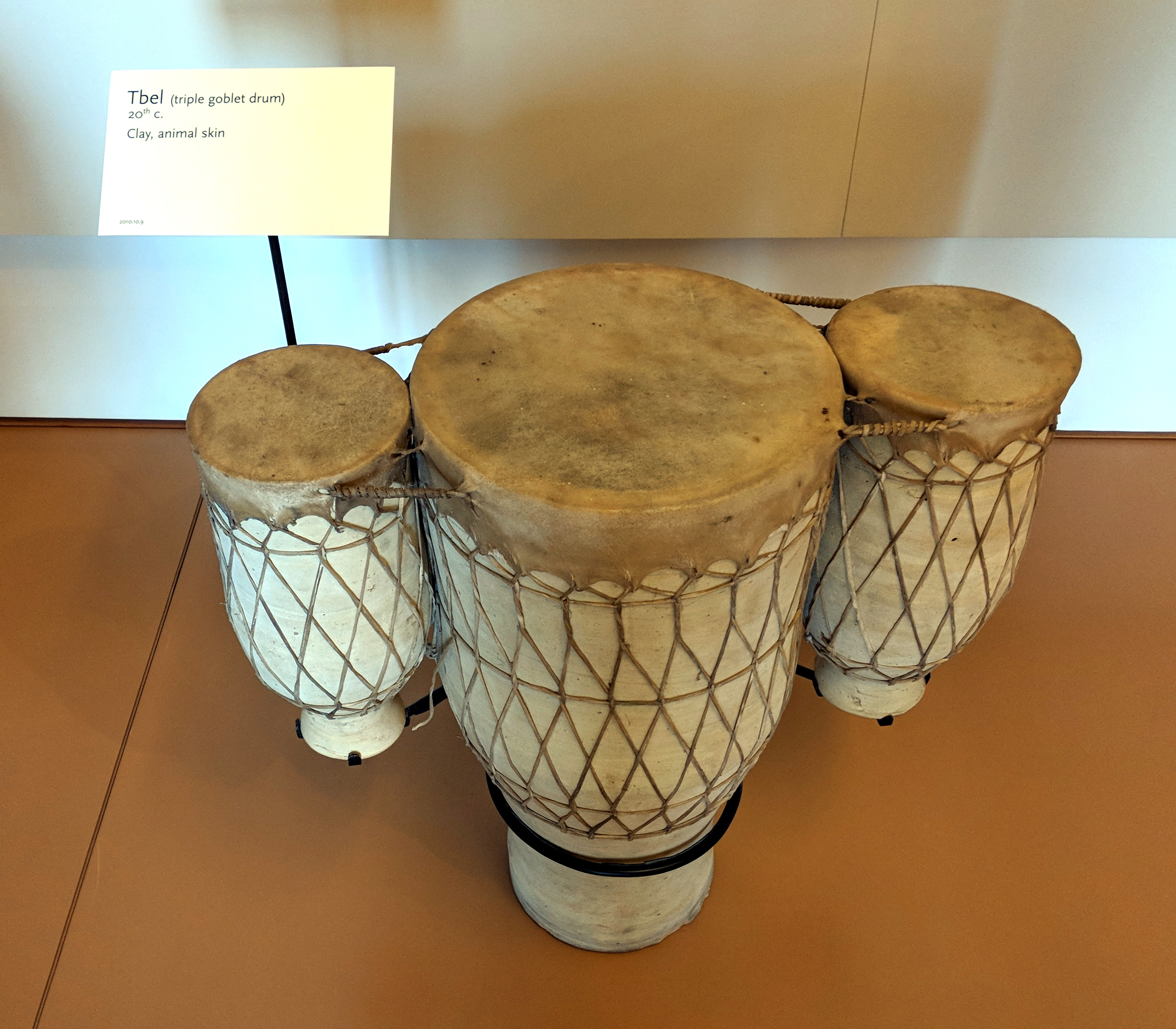
Skórzane membrany glinianych bębnów z Maghrebu

Membrana jest ciałem stałym o kształcie płaskim, którego grubość jest bardzo mała w stosunku do długości i szerokości. Z natury jest niesprężysta. Sprężystość sztuczną nadaje się przez napięcie jej na obręczy we wszystkich kierunkach. Drgania wywołane w którymkolwiek miejscu napiętej membrany rozchodzą się we wszystkich kierunkach jej płaszczyzny w postaci fali dźwiękowej; rozchodzenie fali w poprzek membrany jest – z akustycznego punktu widzenia – pomijalne. Na brzegach membrany fale dźwiękowe odbijają się i wracając nakładają z falami pierwotnymi. Główne węzły fali powstają na brzegach membrany, pozostałe – na liniach węzłowych przebiegających po średnicach i okręgach współśrodkowych. Membrana drga jako całość oraz jako części powstające między poszczególnymi węzłami fal. Drgania częściowe tworzą wielowęzłowe fale stojące i emitują szereg tonów składowych nieharmonicznych – wieloton odbierany przez zmysł słuchu jako szum.

Szereg nieharmoniczny membrany